# أحمد ريزوفان
أحمد ريزوفان مواليد 4 يونيو 1995 في المالديف، هو لاعب كرة قدم مالديفي. يجيد اللعب في مركز الهجوم.